# Cunegunda da Polônia
Santa Cunegunda da Polônia (em polaco: Święta Kinga, húngaro: Szent Kinga; 5 de março de 1234  — 24 de julho de 1292), foi uma princesa húngara. 

## Vida e obras
Nasceu na Hungria no seio da família real. Era filha do rei Béla IV do Reino da Hungria e de Maria Lascarina, sobrinha de Santa Isabel da Hungria e irmã de Santa Margarida da Hungria.
Casou-se relutantemente com o príncipe Boleslau V (dito "o Casto") do Principado da Cracóvia. Contundo, durante a vida do casal, o casamento nunca foi consumado, pois desde a noite de núpcias obrigou o marido a observar "a continência em relação a ela, já que se consagrara a Deus". Forçou Boleslau V a também fazer o voto de castidade. Cunegunda dedicou muita atenção aos pobres e desafortunados. Após a morte de seu marido, em 1279, juntou-se às clarissas do convento de Sandecz, que ambos haviam criado, decidindo não querer ter qualquer papel no governo do reino e desfazendo-se de todas as suas posses materiais. Passou o resto da sua vida em oração contemplativa, não deixando ninguém referir-se ao seu papel anterior como rainha da Polónia.
Reza a tradição que o dote oferecido para o matrimônio de Santa Cunegunda, foi uma rocha de sal, considerada de grande valor em seu tempo. Para cumprir esta condição e poder se casar com Boleslau V, a Santa jogou seu anel de compromisso em uma mina de sal húngara. Depois viajou para Polônia e em Wieliczka pediu que se fizesse uma escavação até encontrar uma rocha. Resultou ser uma rocha de sal, que ao ser rompida em dois tinha em seu interior o anel de compromisso. Nesse lugar se encontraram os valiosos depósitos de sal da mina de Wieliczka, na Polônia.
Outras histórias que se contam a respeito da santa é de que, para responder a seus  detratores: desfez seus mexericos atravessando com os pés descalços uma camada de brasas, sem queimá-los. Em outro episódio teria adormecido durante a leitura que certa dama da corte fazia ao pé da cama. A acompanhante também pegou no sono e deixou cair nos lençóis o castiçal que empunhava. As duas acordaram com todo o quarto em chamas. Santa Cunegunda fez o sinal da cruz e apagou o fogo milagrosamente. Ela e a dama da corte saíram ilesas.

## Devoção
Foi beatificada em 1690, pelo papa Alexandre VIII. Em 1695, fora declarada padroeira da Polônia e da Litúnia pelo Papa Clemente XI, e canonizada, pelo papa João Paulo II, em 1999.
Santa Cunegunda é hoje a santa padroeira da Polónia e da Lituânia (desde 1695), sendo celebrada anualmente no aniversário de sua morte, a 24 de julho.
As relíquias da Santa estão depositadas sob o altar da capela a ela dedicada construída nas minas de sal de Wieliczka, Polônia, mundialmente conhecida como Catedral de Sal. A capela, bem como as minas de sal, figura mna lista do património da humanidade, da Unesco.

## Galeria

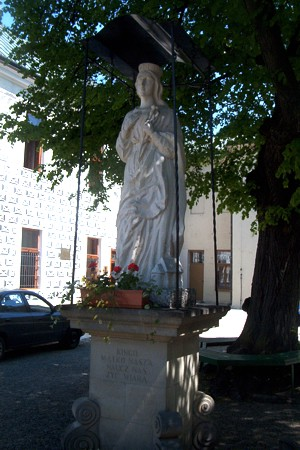
Estátua de Santa Cunegunda em Stary Sącz
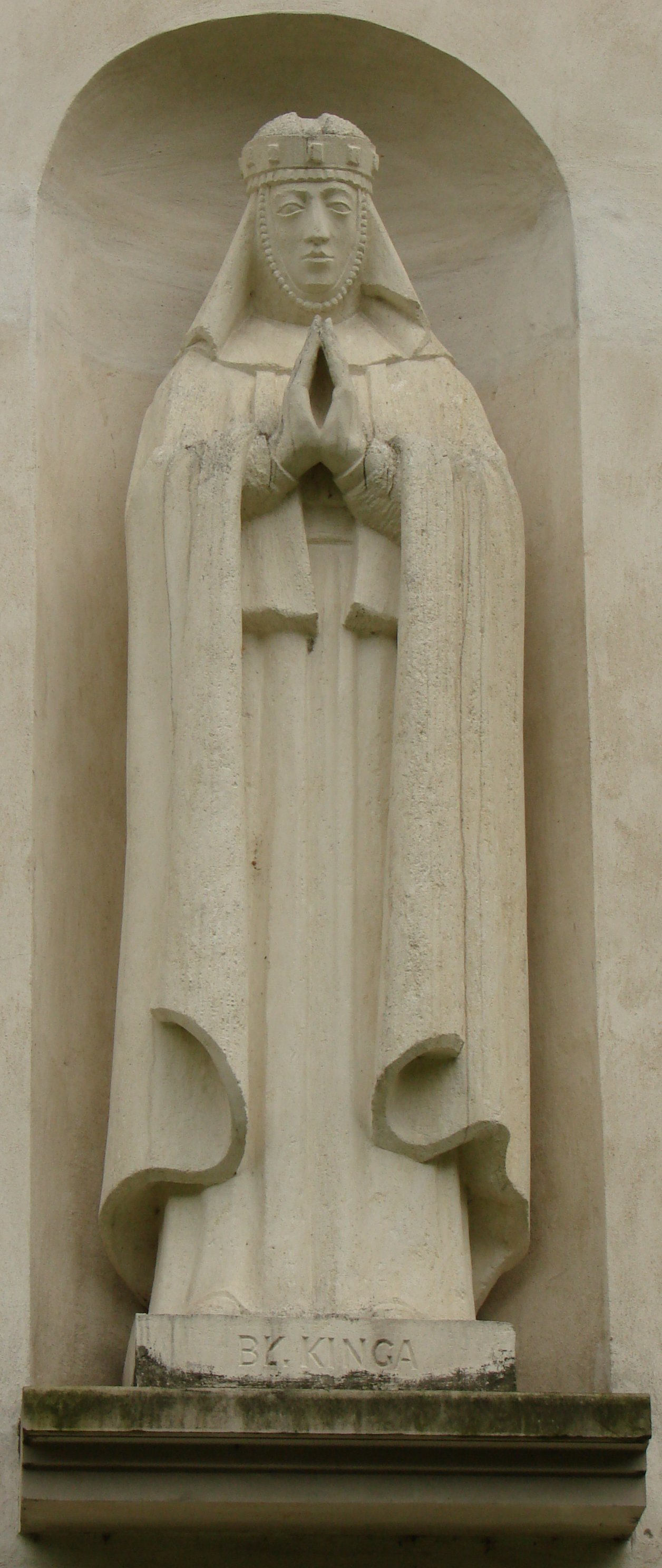
Estátua de Santa Cunegunda em uma igreja em Muszyna
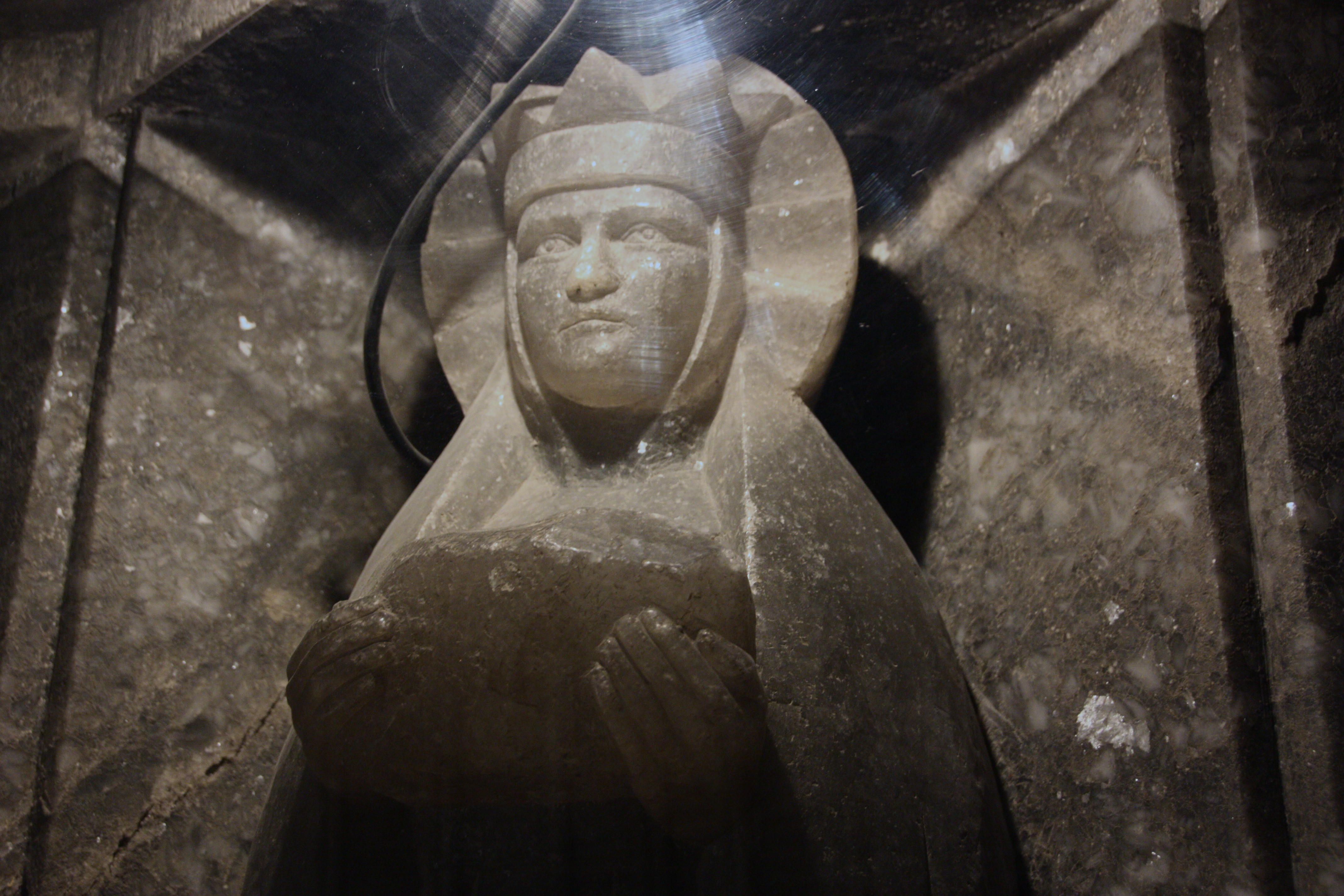
Escultura em sal
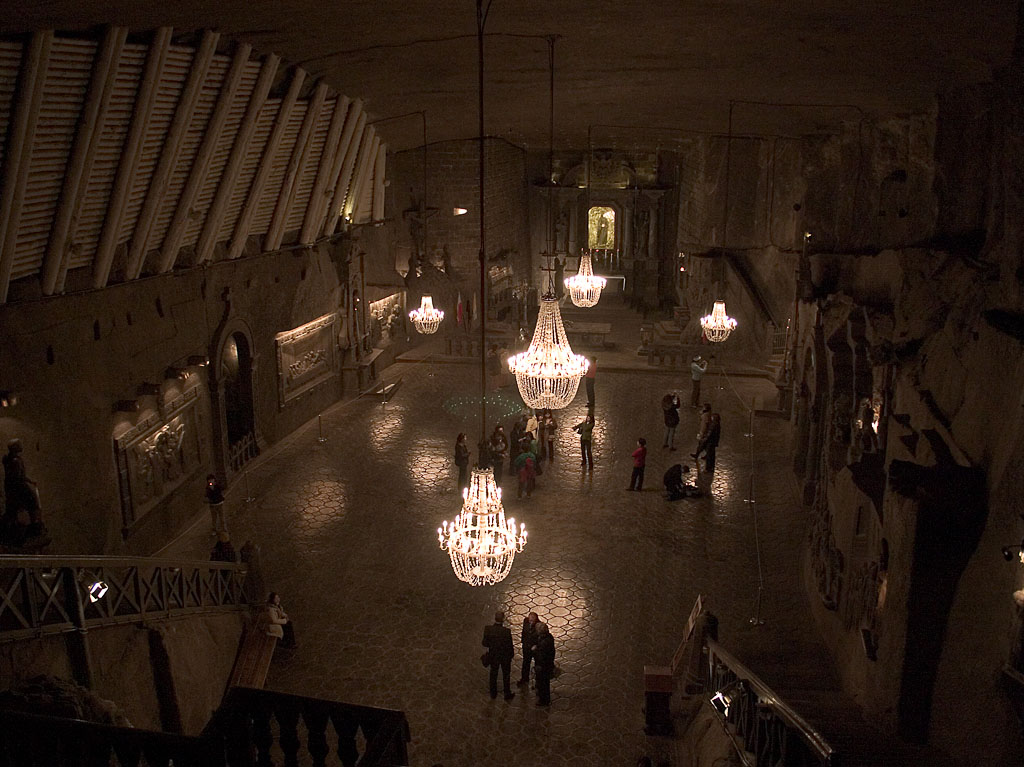
Capela de Santa Cunegunda em Wieliczka
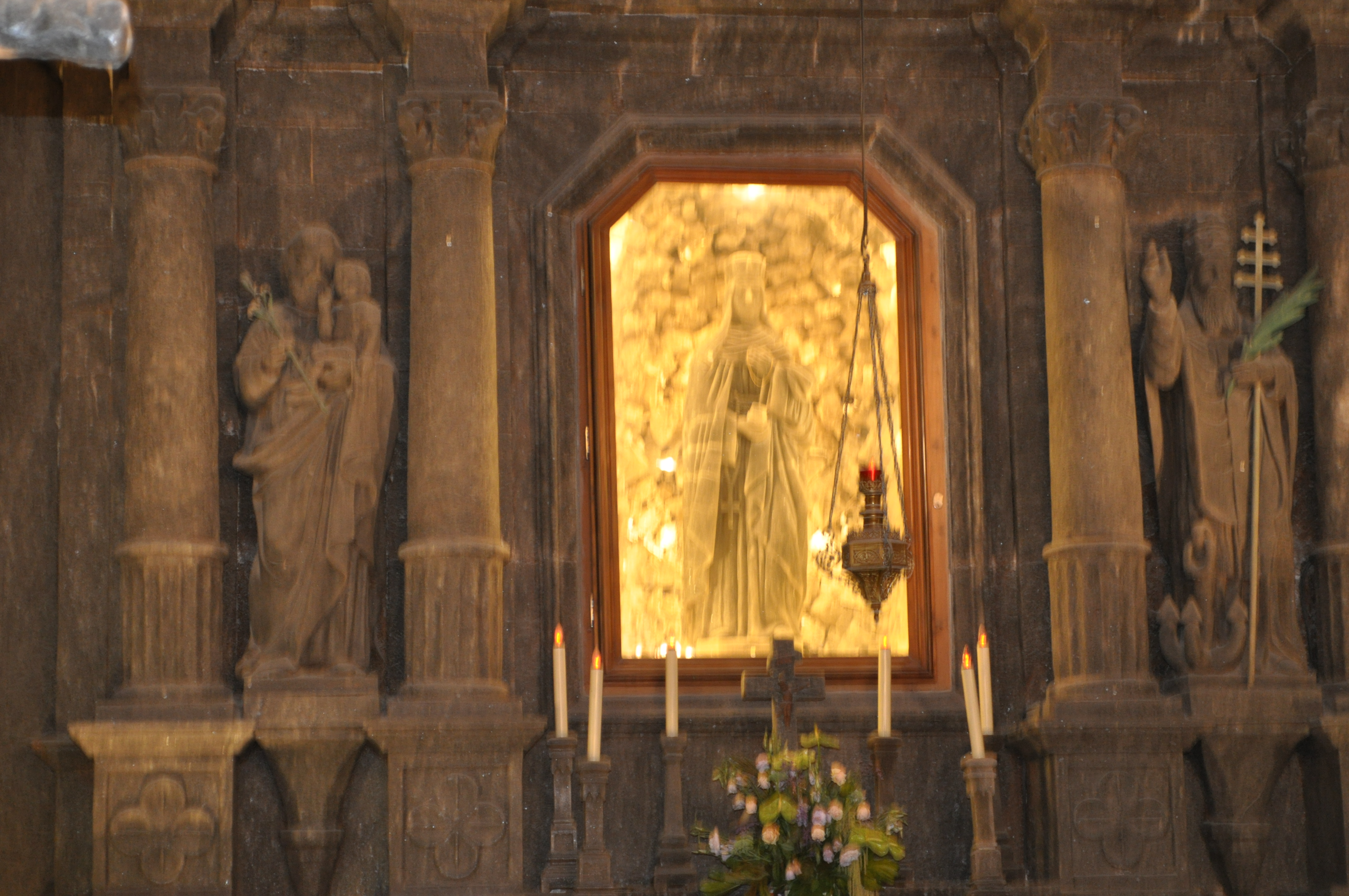
Imagem no altar da capela
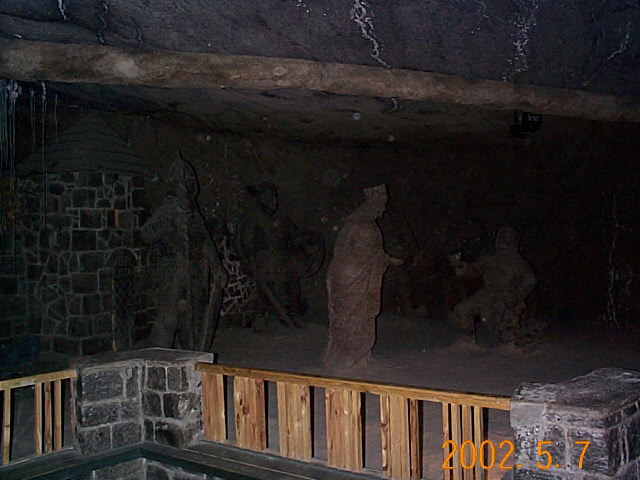
Cena do aparecimento do anel de Santa Cunegunda
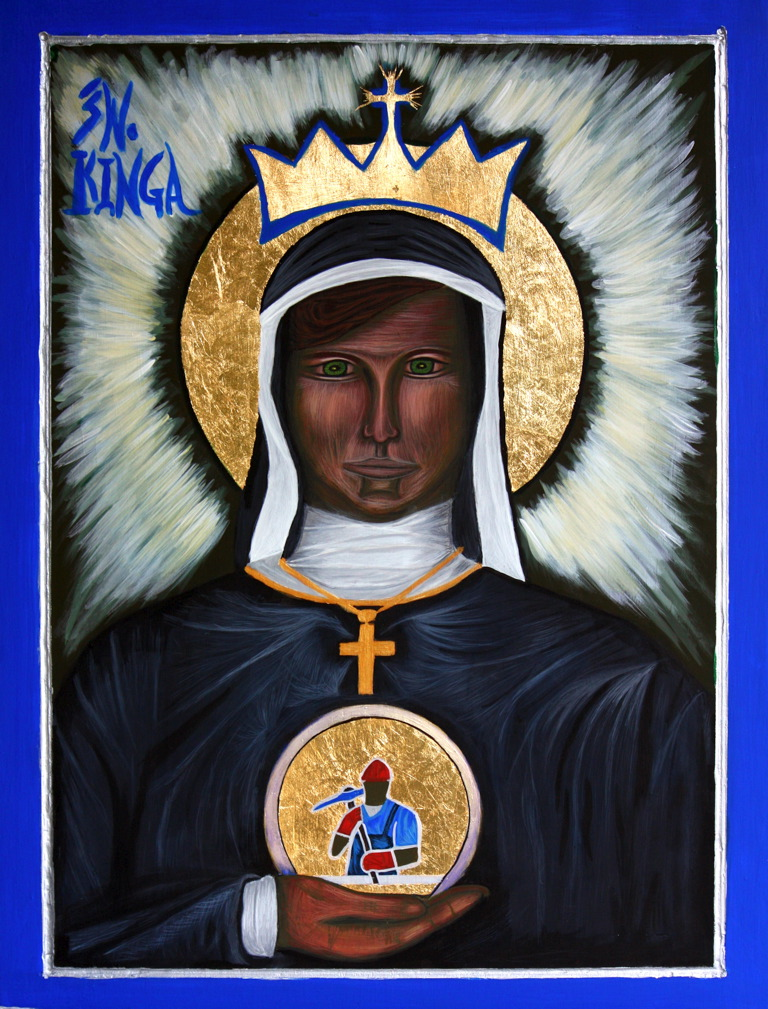
Ícone de Santa Cunegunda